# Tumore venereo trasmissibile

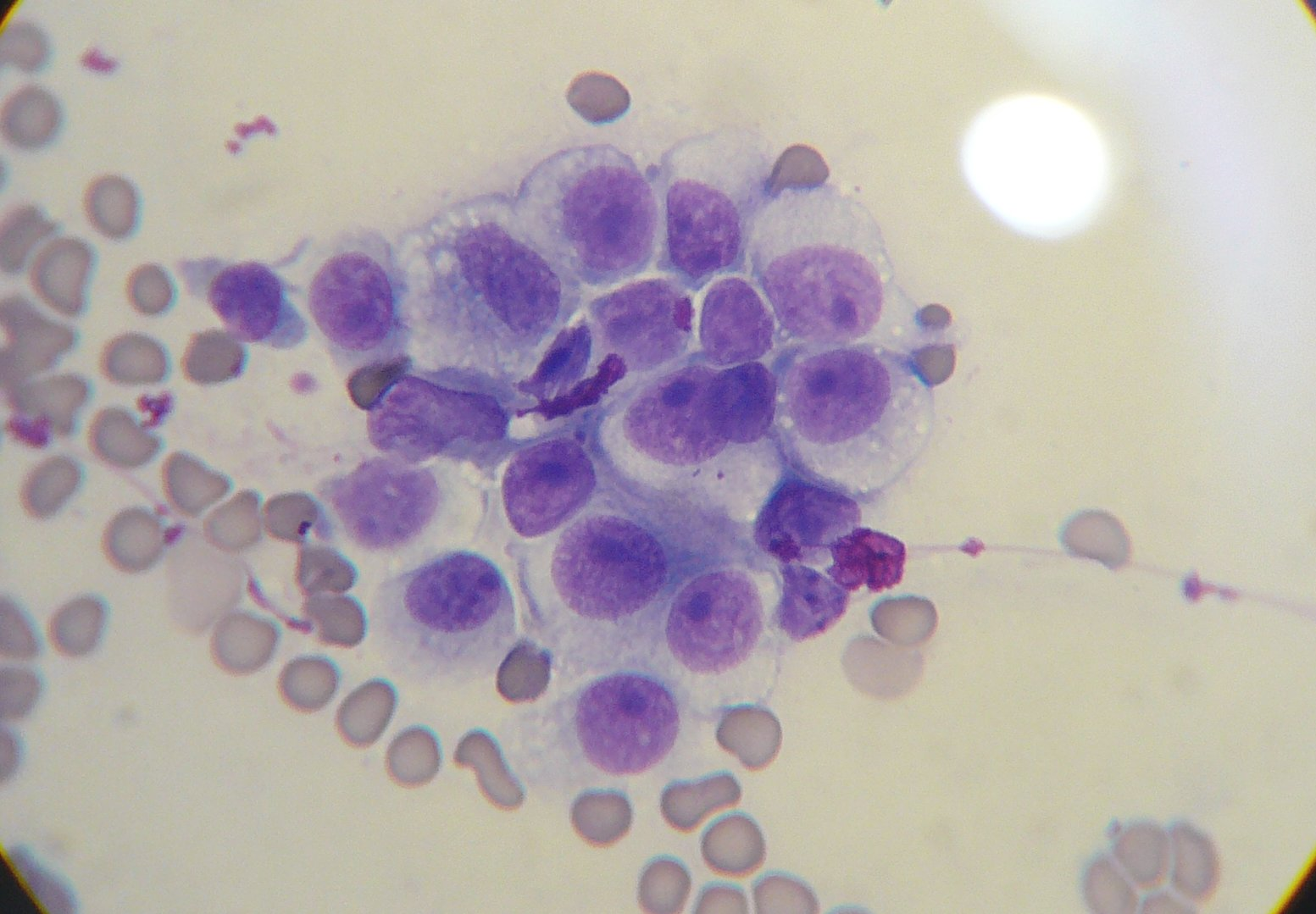
Citodiagnostica di un tumore canino venereoago traspirato. Il vetrino è stato colorato con una macchia modificata di Wright.

Il Tumore Venereo Trasmissibile (TVT), o sarcoma di Sticker, è una forma neoplastica, propria del cane e più in generale dei canidi (sembra sia stata segnalata nello sciacallo e nella volpe) ad eziologia ignota.
In passato venne attribuita ad un retrovirus, data la sua natura trasmissibile (col coito). I primi esperimenti sembravano confermare tale ipotesi, giacché in diversi preparati patologici fu reperita una particella virus-simile nelle cellule (quelle patologiche). I dati certi a disposizione, comunque, sono molto frammentari e lacunosi. Non manca tra gli autori chi ha considerato questo tumore dovuto allo scambio di cellule tumorali da un soggetto all'altro, più che di virus. In realtà è ormai noto che anche in molti animali (cane compreso) esista un sistema maggiore di istocompatibilità (detto 'DLA' nel cane), che garantisce sull'espressività delle popolazioni antigeniche che sono proprie di ciascun individuo; il che è ovviamente in contrasto con l'ipotesi di cui sopra.
La pratica applicazione di trapianti negli animali domestici peraltro è ormai ricca di una vasta casistica che dimostri quanto sia necessario anche negli animali un protocollo post-operatorio immunosoppressore, per scongiurare le reazioni a tipo rigetto.
Si tratta di uno dei tre soli noti cancri trasmissibili nei mammiferi; gli altri sono il tumore facciale del diavolo, un cancro che si manifesta nei diavoli della Tasmania, e il sarcoma contagioso del reticolo del criceto dorato.
Le cellule tumorali sono esse stesse gli agenti infettivi e i tumori che si formano non sono genomicamente correlati al cane ospite. Anche se il genoma di un TVT deriva da un canide (probabilmente un cane, un lupo o un coyote), ora vive come un parassita unicellulare che si riproduce asessualmente. Nonostante rimanga una malattia sessualmente trasmissibile possiede un antenato comune con C. lupus e C. familiaris e raggiunge inoltre tutte le sufficienti caratteristiche per essere classificato come una nuova specie di cane. L'analisi della sequenza del genoma suggerisce che si è discostato dai canidi oltre 6.000 anni fa; forse molto prima. Le più recenti stime del suo periodo di origine lo datano a circa 11.000 anni fa. Tuttavia, l'ultimo antenato comune del tumore " esistente" è più recente: probabilmente ha avuto origine da 200 a 2.500 anni fa.
Il TVT canino fu inizialmente descritto dal veterinario russo M.A. Novinsky (1841-1914) nel 1876, quando dimostrò che il tumore poteva essere trapiantato da un cane all'altro infettandolo con cellule tumorali.

## Eziologia
I tumori venerei trasmissibili sono tumori istiocitici che possono essere trasmessi nei cani attraverso il coito, la leccata, il morso e l'annuso delle aree colpite dal tumore. L'idea che il tumore sia trasmissibile come un alloinnesto è nata da tre importanti constatazioni. In primo luogo, i TVT possono essere indotti sperimentalmente solo tramite il trapianto di cellule tumorali vive, e non da cellule uccise o da filtrati cellulari. In secondo luogo, il cariotipo del tumore è aneuploide ma ha dei cromosomi marcatori caratteristici in tutti i casi di tumori raccolti in diverse regioni geografiche. In terzo luogo, in tutti i tumori finora esaminati è stato trovato un lungo inserimento di elementi nucleari intervallati (LINE-1) vicino a cMyc e può essere usato come marcatore diagnostico per confermare che un tumore è un TVT.
Le cellule del TVT hanno meno cromosomi delle cellule normali. Le cellule canine hanno normalmente 78 cromosomi mentre le cellule tumorali contengono 57-64 cromosomi che hanno un aspetto molto diverso dai normali cromosomi canini. Tutti i cromosomi dei cani ad eccezione di X e Y sono acrocentrici, con un centromero molto vicino alla fine del cromosoma, mentre molti dei cromosomi dei TVT sono metacentrici o submetacentrici, con un centromero più vicino al centro. Non ci sono prove che il tumore sia causato da un virus o da un organismo simile al virus. L'agente infettivo del tumore venereo trasmissibile è la cellula tumorale stessa e il tumore è di origine clonale. Tutte le cellule tumorali di questo tipo di tumore condividono un codice genetico estremamente simile che spesso, se non sempre, è estraneo al DNA del loro ospite. In particolare, l'elemento LINE-1 nelle cellule tumorali si trova in una posizione diversa rispetto al normale DNA canino. Questo dimostra che i tumori non derivano dalla trasformazione indipendente cancerosa nei singoli animali. Piuttosto, le cellule tumorali maligne di un cane vengono trasferite da un cane all'altro.

I tumori venerei trasmissibili sono più comunemente riscontrati nei cani sessualmente attivi nella zona tropicale e nei climi subtropicali. La malattia si diffonde quando i cani si accoppiano, e può anche essere trasmessa ad altre specie canine, come le volpi e i coyote. Una regressione spontanea del tumore può verificarsi, probabilmente a causa di una risposta del sistema immunitario. Il TVT subisce un ciclo prevedibile: una fase di crescita iniziale di quattro-sei mesi (fase P), una fase stabile e una fase di regressione (fase R), anche se non tutti i TVT regrediscono. Il tumore spesso non si manifesta come metastasi (si manifesta in meno del 5% circa dei casi), tranne che nei cuccioli e nei cani immunodeficienti. La metastasi si verifica nei linfonodi regionali, ma può essere osservata anche nella pelle, nel cervello, nell'occhio, nel fegato, nella milza, nel testicolo, nel retto e nel muscolo. Una biopsia è necessaria per la diagnosi.

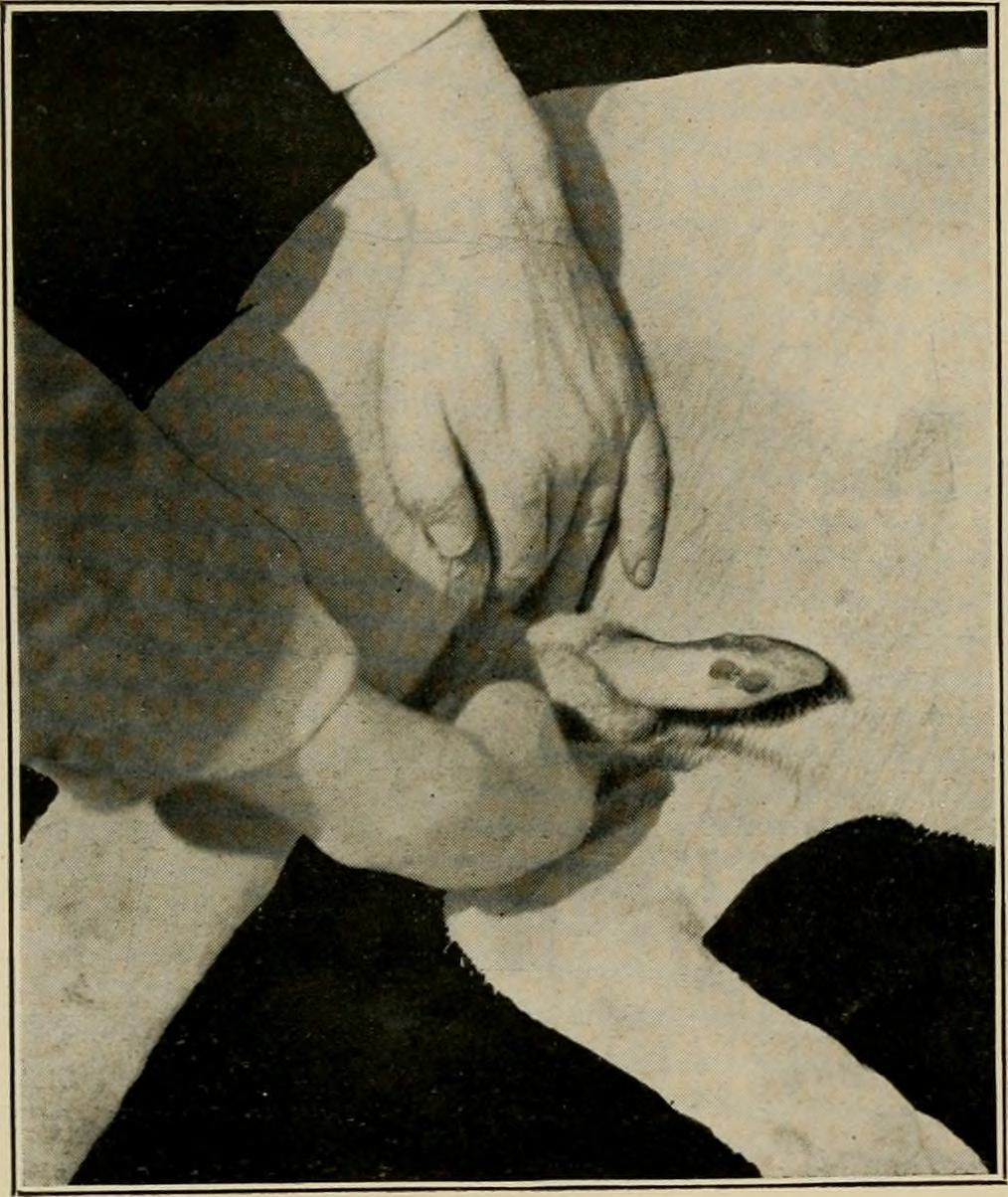
Illustrazione di granulomi venerei sul pene di un cane

Il successo di questa singola linea cellulare, ritenuta la più lunga linea cellulare a propagazione continuativa al mondo, può essere attribuito alla modalità di trasmissione del tumore in uno specifico sistema ospite. Sebbene il contatto diretto non sia generalmente una modalità di trasferimento altamente efficiente, i TVT approfittano dell'effetto stallone dei cani domestici. Un singolo maschio può generare decine di cucciolate nel corso della sua vita, permettendo al tumore di infettare molte più femmine di quanto potrebbe fare una specie monogama. La comprensione dell'epidemiologia dei TVT si propone di fornire informazioni per le popolazioni che possono essere esposte al TVT e informazioni sulla diffusione della malattia. I tumori venerei trasmissibili si trovano più spesso in climi temperati dove ci sono grandi popolazioni di cani randagi, ma si sa poco sui dettagli della trasmissione.

## Segni e sintomi
Nei cani maschi, il tumore colpisce il pene e il prepuzio. Nei cani di sesso femminile colpisce la vulva. Raramente sono colpiti la bocca o il naso. Il tumore ha spesso un aspetto simile ai cavolfiore. I segni del TVT genitale includono una secrezione dal prepuzio e in alcuni casi ritenzione urinaria da blocco dell'uretra. I segni di un TVT nasale includono le fistole, epistassi e altre secrezioni nasali, tumefazione e l'ingrandimento del linfonodo sottomandibolare.

## Trattamento
L'intervento chirurgico può essere difficile a causa della posizione di questi tumori. L'intervento chirurgico comporta spesso la recidiva. La chemioterapia è molto efficace per i TVT. La prognosi per una remissione completa con la chemioterapia è eccellente. Gli agenti chemioterapici più comuni utilizzati sono vincristina, vinblastina e doxorubicina. La radioterapia può essere necessaria se la chemioterapia non funziona.